# Symplocaceae
Symplocaceae — родина квіткових рослин порядку Ericales, що включає два роди Symplocos і Cordyloblaste, що налічує близько 260 відомих видів. Symplocaceae має транстихоокеанське поширення, яке охоплює південний схід США, Південну Америку, Південно-Східну Азію та Північну Австралію. Рослини родини Symplocaceae, як правило, є деревами або кущами і зустрічаються у вологих, тропічних і гірських лісах у межах свого ареалу.

## Опис
Листки Symplocaceae, як правило, прості та розташовані почергово або спірально. Край зубчастий, залозисто-зубчастий або цільний. На ніжках листків біля основи відсутні прилистки.
Квітки Symplocaceae виглядають як суцвіття, яке зазвичай пазушне, але іноді може бути кінцевим. Суцвіттям може бути колос, китиця, волоть. Пелюстки бувають кратними трьом, п’яти або одинадцяти, і є від трьох до п’яти чашолистків. Пелюстки найчастіше білі, але за незвичайних обставин можуть жовтувати. Плід Symplocaceae — суха кістянка.

## Використання
Хоча Symplocaceae не є основним продуктом для будь-якого великого ринку, деякі групи використовують його для певних цілей. Одним із прикладів використання Symplocaceae є те, що кора використовується як джерело жовтого барвника в деяких частинах Південної Америки. Інше застосування Symplocaceae полягає в тому, що коріння деяких видів родини використовуються для виготовлення тоніків.

## Скам'янілості
Скам'янілості Symplocaceae добре задокументовані: скам'янілості з'являються в сучасному ареалі, а також в Європі та далі в Північній Америці. Скам’янілі рештки багато в чому підтверджують біогеографічний зв’язок між Північною Америкою та Східною Азією, який уже добре встановлений у палеоботанічній галузі. Значна частина скам’янілостей, що збереглися, походить від пилку та кісткових ендокарпіїв, але існують також відбитки листя.